# Нарадіпаті II
Нарадіпаті II (*бірм. ဒုတိယ နရာဓိပတိ, д/н — 1735) — 36-й володар М'яу-У в 1734—1735 роках.

## Життєпис
Належав до династії Сандавізаї. Син Сандатурії III. Відомостей про нього обмаль. 1734 року після смерті батька посів трон. Продовжив боротьбу з повсталими намісниками, але 1735 року зазнав поразки, був повалений і невдовзі страчений. Трон перейшов до переможця Нарапавари.